# Cacia yunnana

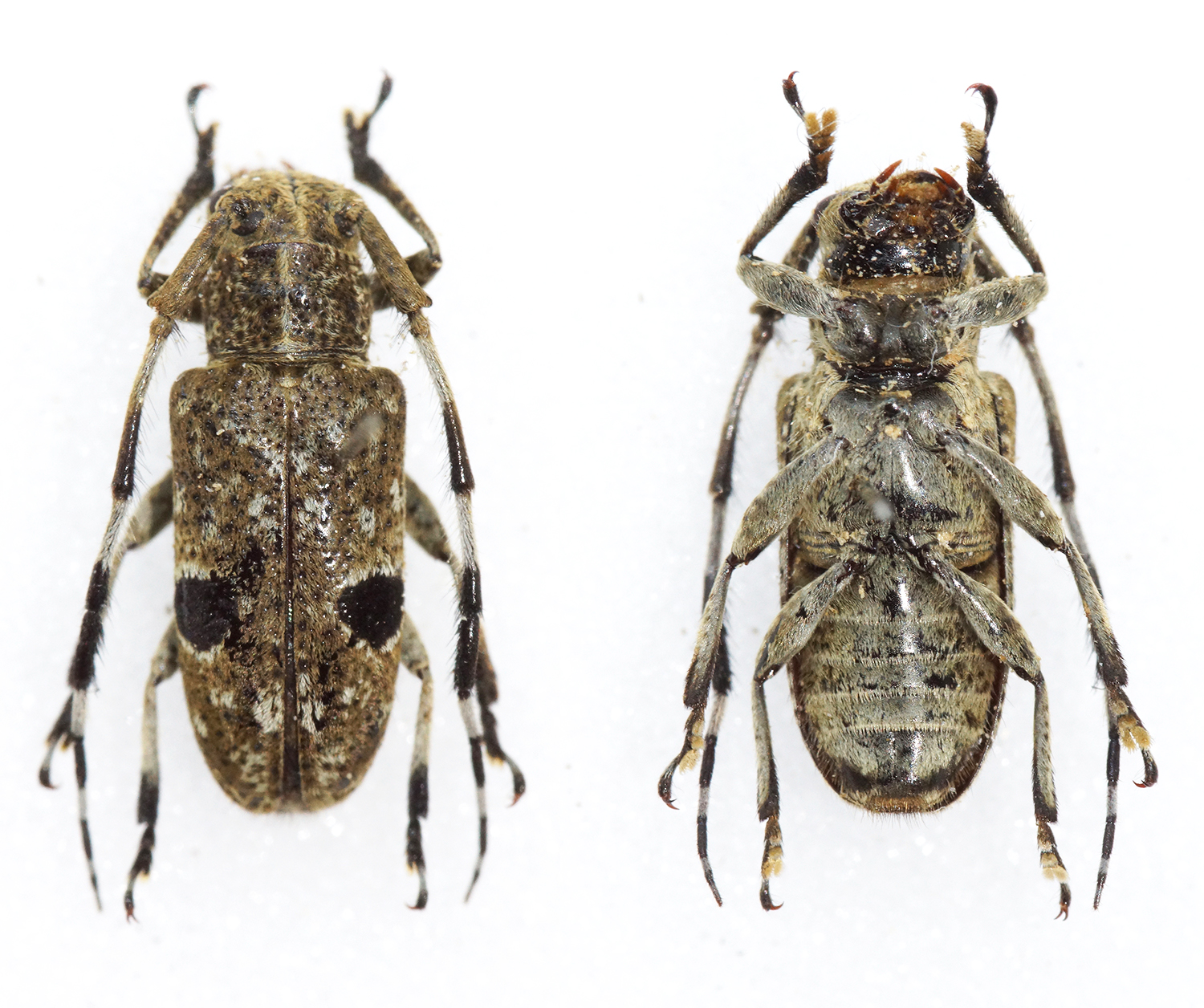

Cacia yunnana är en skalbaggsart som beskrevs av Stefan von Breuning 1938. Cacia yunnana ingår i släktet Cacia och familjen långhorningar.
Artens utbredningsområde är Laos. Inga underarter finns listade.